# Inyo-Spitzmaus

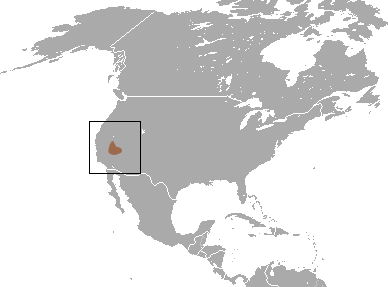
Verbreitungsgebiet der Inyo-Spitzmaus

Die Inyo-Spitzmaus (Sorex tenellus) ist ein im westlichen Nordamerika verbreitetes Säugetier in der Gattung der Rotzahnspitzmäuse. Sie ist der Westlichen Zwergspitzmaus (Sorex nanus) sehr ähnlich, mit Abweichungen im genetischen Bereich und in der Verbreitung.

## Merkmale
Mit einer Gesamtlänge von 85 bis 103 mm, inklusive eines 36 bis 42 mm langen Schwanzes erreicht die Art dieselbe Größe wie die andere genannte Spitzmaus. Sie ist mit 3,4 bis 4,1 g etwas schwerer. Das braune bis olivbraune Sommerfell der Oberseite ist etwas heller als bei der Westlichen Zwergspitzmaus. Am Schwanz kommen eine dunkle Oberseite und eine helle Unterseite vor. Der Körper ist unterseits hellgrau mit braunen Tönungen. Die Exemplare sind im Winter mehr grau und heller. Die Unterseite kann im Winter fast weiß sein. Die Inyo-Spitzmaus zählt zur Untergattung Otisorex, deren Mitglieder eine Öffnung hinter dem Unterkiefer fehlt. Die Zahnformel lautet I 3/1, C 1/1, P 3/1, M 3/3, was 32 Zähne im Gebiss ergibt. Die inneren Schneidezähne sind auffällig groß. Der dritte obere Schneidezahn, der Eckzahn und die drei Prämolaren bilden eine Reihe von einspitzigen Zähnen. In dieser ist der Dritte kleiner als der Vierte und der Fünfte kleiner als der Dritte.

## Verbreitung und Lebensweise
Diese Spitzmaus lebt im südlichen Nevada und in angrenzenden Gebieten von Kalifornien in den Vereinigten Staaten und damit westlicher als die Westliche Zwergspitzmaus. Sie bewohnt felsige Regionen mit verstreuten Büschen und Bäumen, wie der Engelmann-Fichte. Die Inyo-Spitzmaus bevorzugt die Nähe von Wasserläufen. Die Art hält sich im Hügel- und Bergland auf, wo sie in den White Mountains die höchsten Gipfel auf 4344 Meter Höhe erreicht.
Die Exemplare sind zu allen Jahreszeiten aktiv. Die Nahrung besteht aus Insekten und anderen Wirbellosen. Das Fortpflanzungsverhalten entspricht vermutlich nahe verwandten Spitzmäusen.

## Gefährdung
Es liegen keine Bedrohungen vor und die Gesamtpopulation wird als stabil eingeschätzt. Im Verbreitungsgebiet liegen der Great-Basin-Nationalpark und der Lassen-Volcanic-Nationalpark. Die IUCN listet die Art als nicht gefährdet (least concern).